# Kossuth Lajos-szobor (Orosháza)
Békés vármegye első Kossuth Lajos-szobrát 1904-ben Orosházán állították. Kossuth Lajos a település díszpolgára.

## Története
Az ország 41. Kossuth-szobrát 1904. szeptember 18-án állították fel. A 2 méter magas, egész alakos szobrot Horvay János készítette bronzból, 3 méteres talapzatát Fischer János készítette az oldalán reliefekkel díszítve.  A szobor első helye a Szabópiac területén volt, az Erzsébet királynő utcával szemben, arccal kelet felé mutatva (abban az irányban helyezkedik el Arad). Az ünnepi istentiszteletet követően leplezték le és koszorúzták meg a szobrot, többek között Kossuth Ferenc, Kossuth Lajos fiának társaságában.
1922 tavaszán elkezdték a város katolikus templomának építését és így 1924. november 1-jén átszállították a régi Alföld Szálló melletti kis térre (ahol ma a város Főtere helyezkedik el).
2002 során kiderült, hogy alapozási hibák miatt a szobor talapzata megsüllyedt, így megdőlt. Kossuth születésének 200. évfordulójára Rajki László vállalkozott a restaurálásra. A felújított szobrot 2002. szeptember 24-én adták át Glatz Ferenc, az MTA akkori elnökének társaságában.
2011-ben az Alföld Hotel bontása miatt a szobrot eltávolították a helyéről és raktárba tárolták. 2012-ben újjáépített talapzaton helyezték vissza a katolikus templom elé. Helyreállítását Bánfi Gábor vállalta. A szobrot 2012. október 6-án avatták fel eredeti helyén. Az avató ünnepségen jelen volt Zalai Mihály, Orosháza alpolgármestere és Schmitt Mária, a Terror Háza Múzeum főigazgatója is, akik beszédet mondtak.

## Galéria

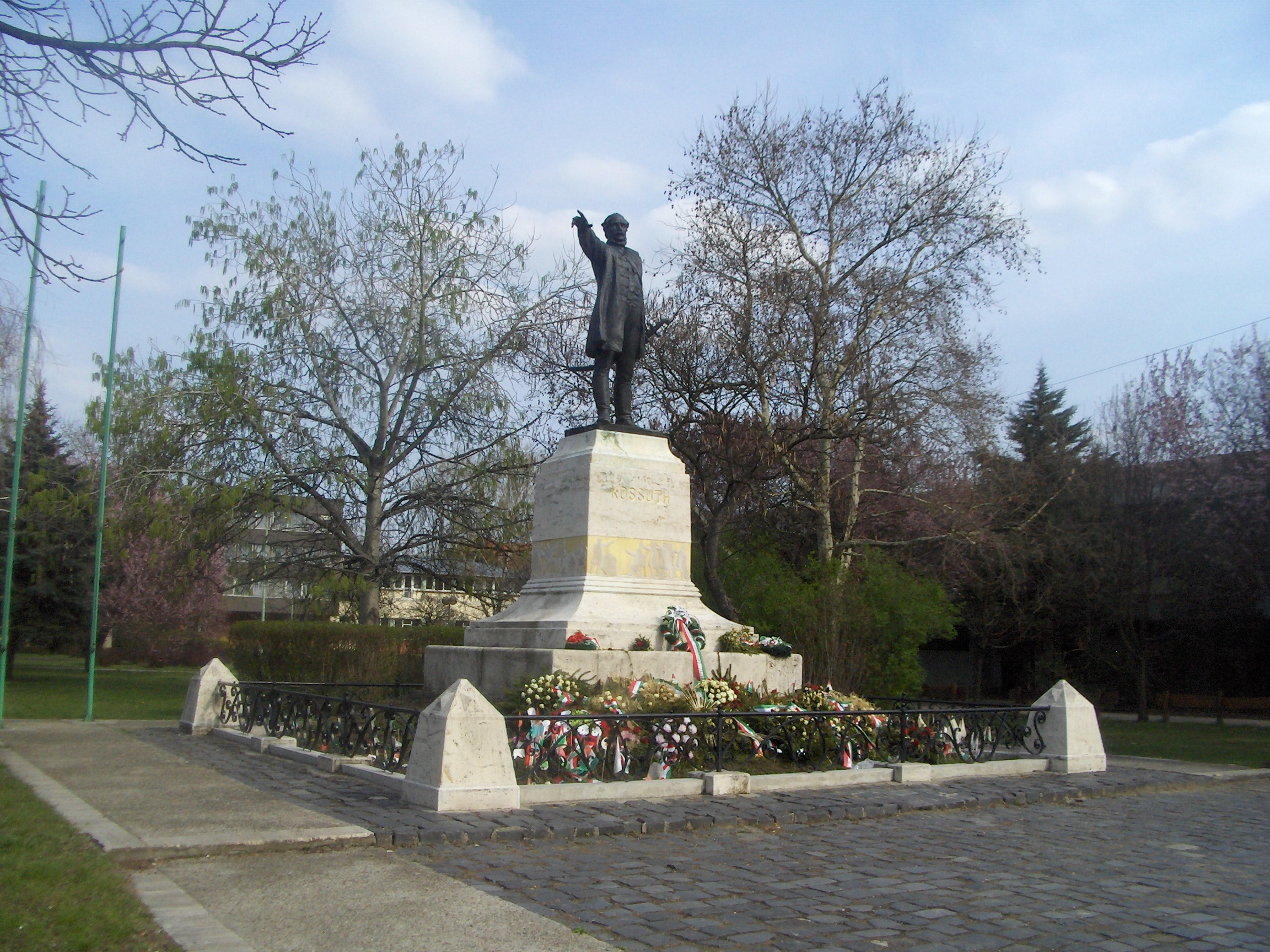
A Kossuth-szobor az Alföld Hotel előtt, 2007-ben
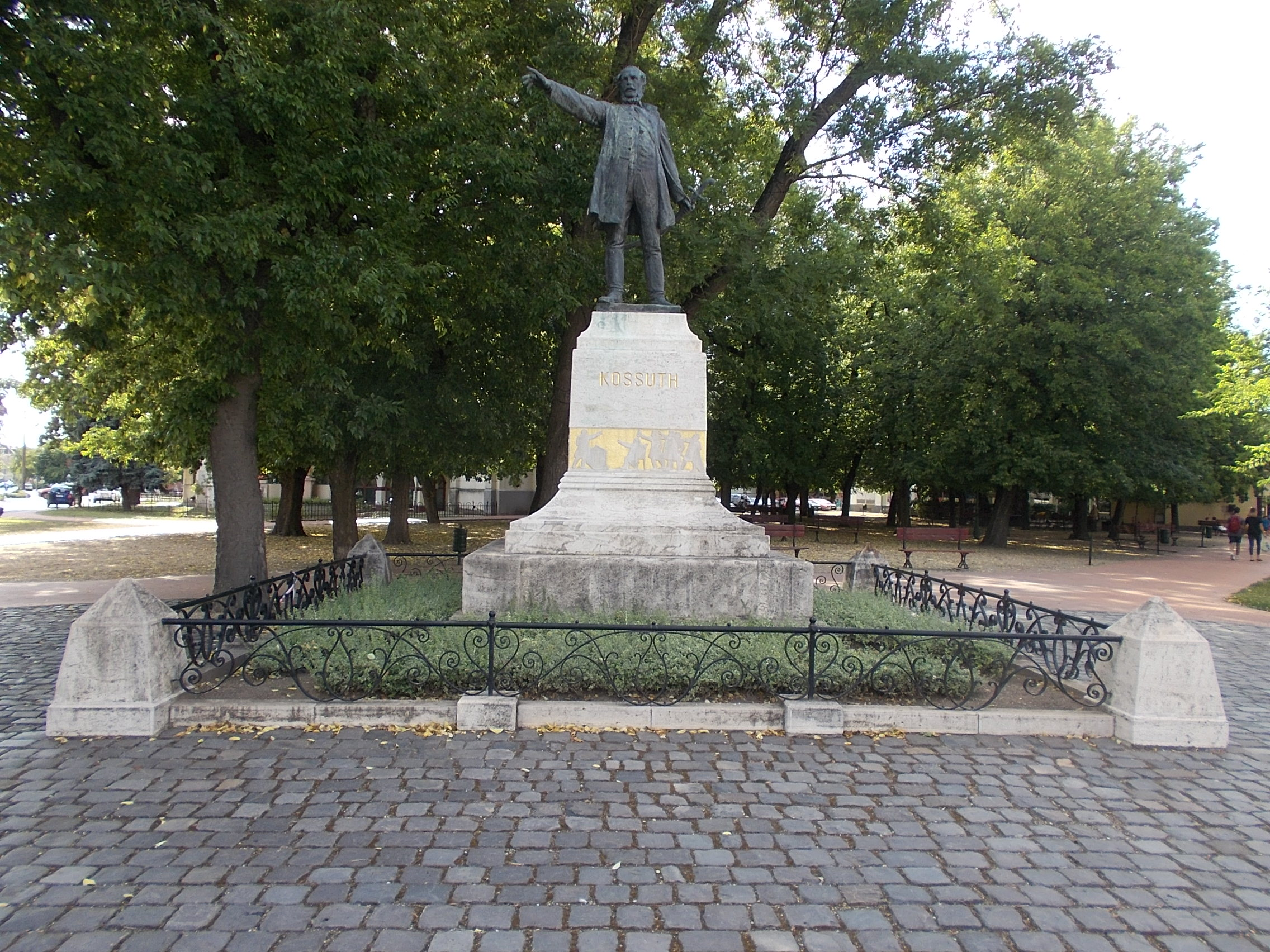
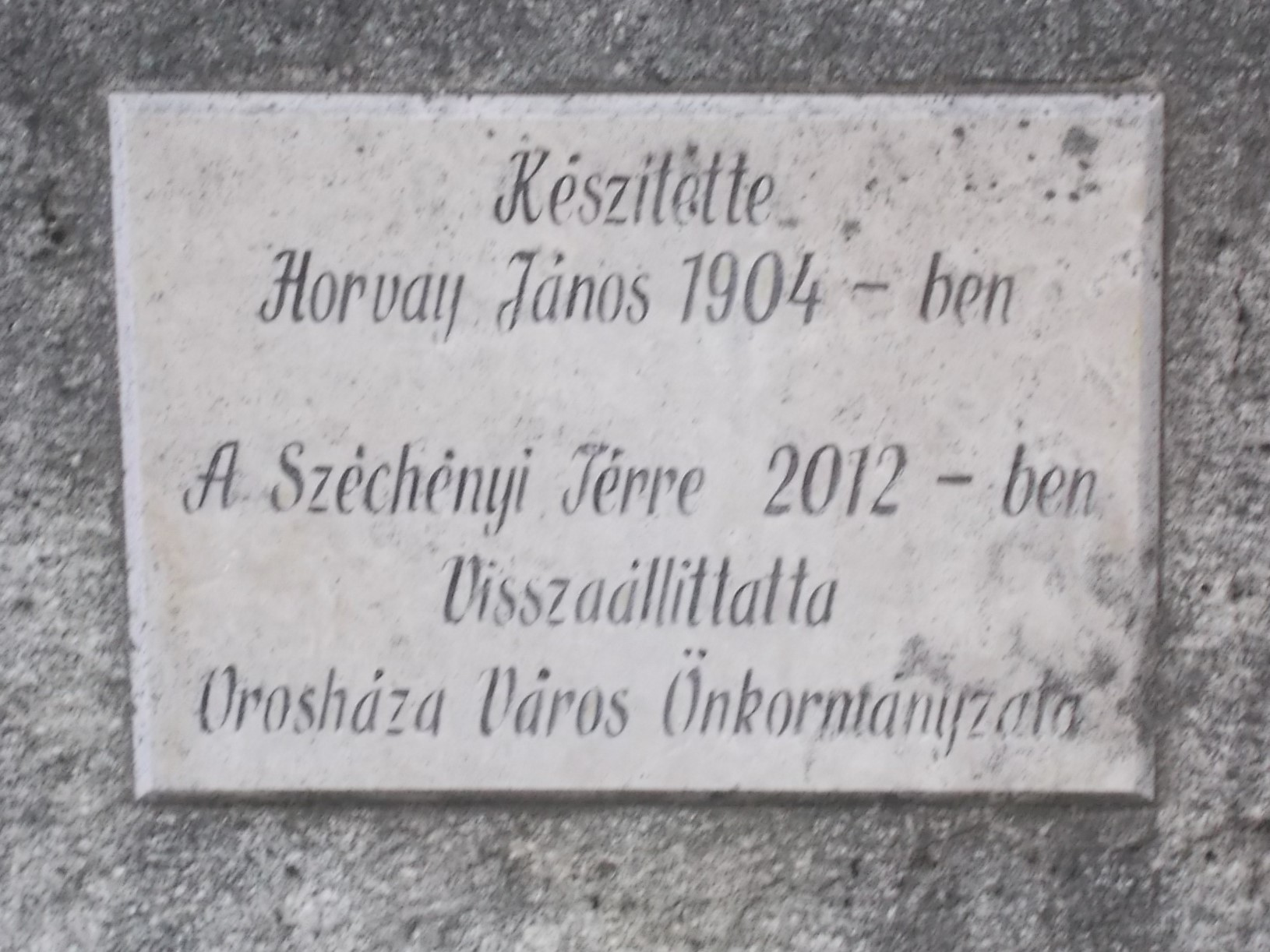
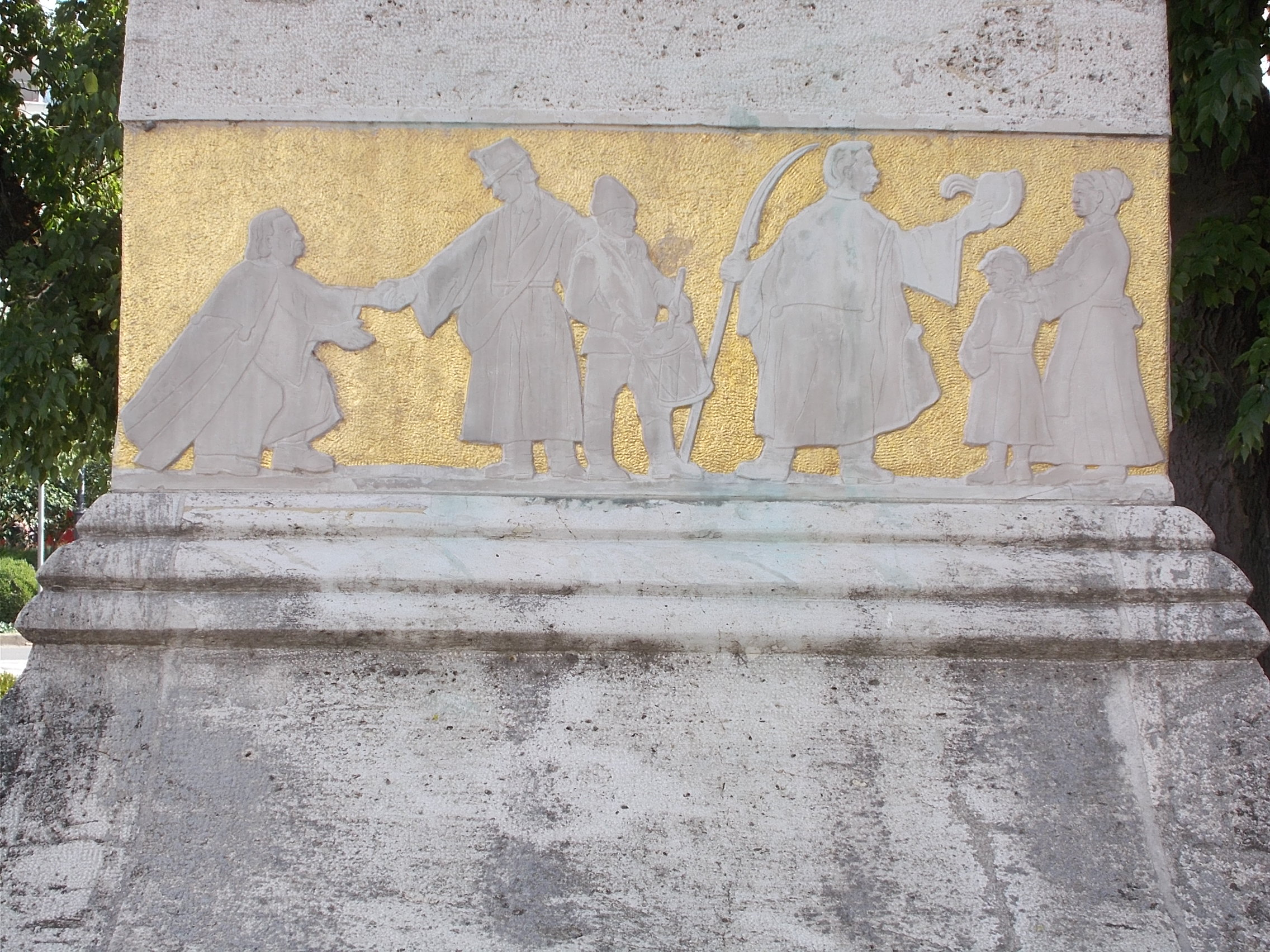
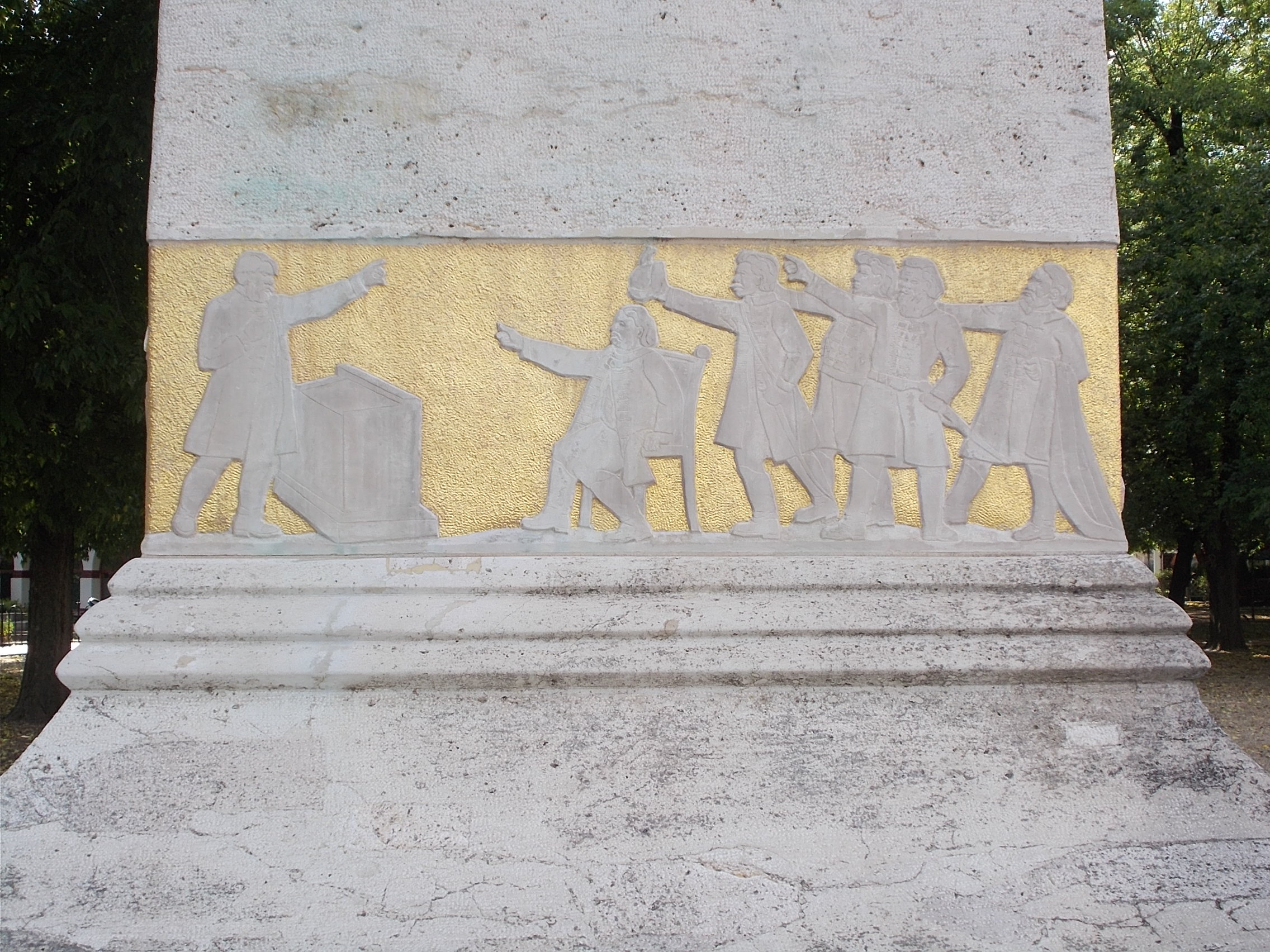
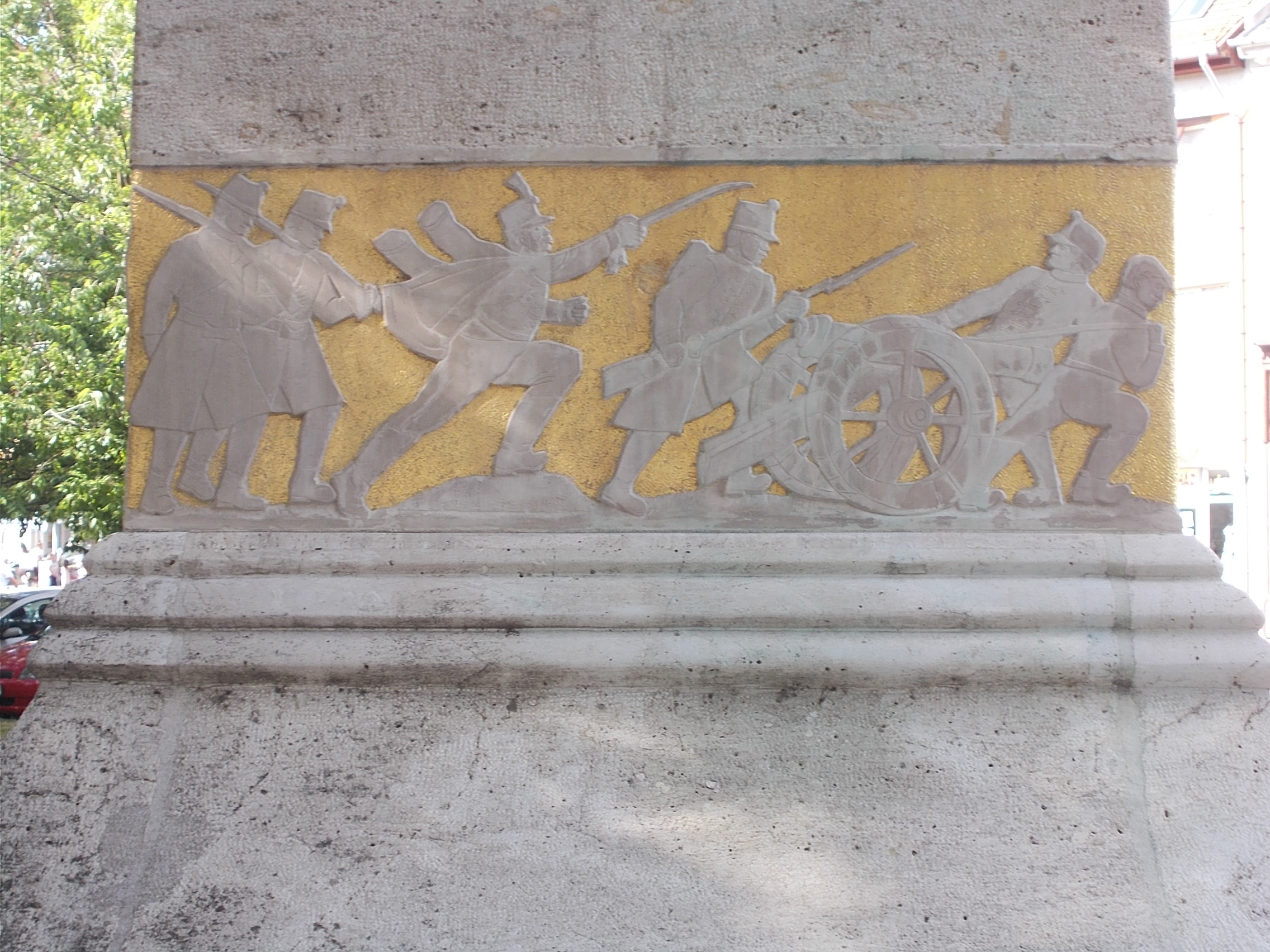
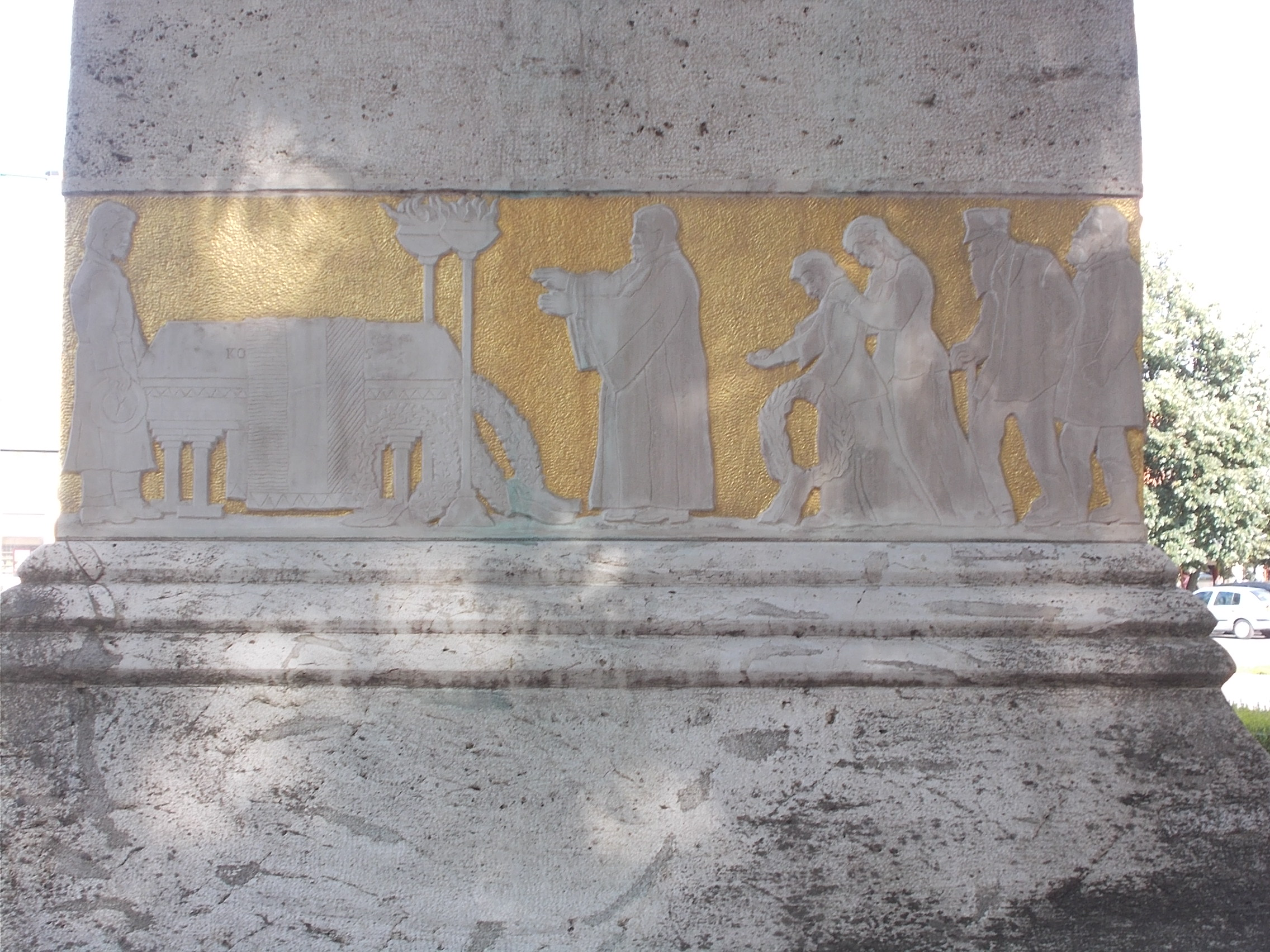